# Episodi di Dixon of Dock Green (quinta stagione)
La quinta stagione della serie televisiva Dixon of Dock Green è andata in onda nel Regno Unito dal 27 settembre 1958 al 28 marzo 1959 su BBC One.
| nº | Titolo originale               | Prima TV UK       |
| -- | ------------------------------ | ----------------- |
| 1  | George Takes Whisky            | 27 settembre 1958 |
| 2  | Tom Brown's Lady               | 4 ottobre 1958    |
| 3  | A Whiff of Garlic              | 11 ottobre 1958   |
| 4  | Third Time Lucky               | 18 ottobre 1958   |
| 5  | Bracelets for the Groom        | 25 ottobre 1958   |
| 6  | The Gent from Siberia          | 1º novembre 1958  |
| 7  | The Case of the Stolen Dustbin | 8 novembre 1958   |
| 8  | Strangers at the Same Table    | 15 novembre 1958  |
| 9  | A Little Bit of Luck           | 22 novembre 1958  |
| 10 | A Whisper on the Road          | 29 novembre 1958  |
| 11 | The Pyromaniac                 | 6 dicembre 1958   |
| 12 | Genuine Yule Logs              | 13 dicembre 1958  |
| 13 | The Old Christmas Spirit       | 20 dicembre 1958  |
| 14 | Flint Rides Again              | 27 dicembre 1958  |
| 15 | Ride on a Tiger                | 3 gennaio 1959    |
| 16 | The Half-Wide Mug              | 10 gennaio 1959   |
| 17 | The Magic Eye                  | 17 gennaio 1959   |
| 18 | The Slinger                    | 24 gennaio 1959   |
| 19 | Trouble on Eight Beat          | 31 gennaio 1959   |
| 20 | Blues in the Night             | 7 febbraio 1959   |
| 21 | The Woman from Kimberley       | 14 febbraio 1959  |
| 22 | A Case for the Inland Revenue  | 21 febbraio 1959  |
| 23 | One for the Milkman            | 28 febbraio 1959  |
| 24 | The Whizz Gang                 | 7 marzo 1959      |
| 25 | Over and Out                   | 14 marzo 1959     |
| 26 | Duffy Calls the Tune           | 21 marzo 1959     |
| 27 | Helmet on the Sideboard        | 28 marzo 1959     |

## George Takes Whisky
- Prima televisiva: 27 settembre 1958

### Trama
- Interpreti: Graham Ashley (agente Hughes), George Betton (Tom Bates), Peter Byrne (detective Con. Andy Crawford), Dorothy Casey (Nancy Murphy), Kenneth Cope (Ned), Margaret Flint (cameriera), Jeanette Hutchinson (Mary Crawford), Sydney Keith (Solly Isaacs), Moira Mannion (sergente Grace Millard), Anthony Parker (agente Bob Penney), Arthur Rigby (sergente Flint), Jack Warner (agente George Dixon), John Witty (Philip Gratwicke)

## Tom Brown's Lady
- Prima televisiva: 4 ottobre 1958

### Trama
- Interpreti: Peter Byrne (detective Con. Andy Crawford), Ian Fleming (dottore), Shirley Hal-Dyer (Dandy), Thomas Heathcote (Tom Brown), Diana Hope (Patty Dawson), Philip Howard (Johnnie, Club Barman), Jeanette Hutchinson (Mary Crawford), Moira Mannion (sergente Grace Millard), Robert Mooney (Mike Murphy), Anthony Parker (agente Bob Penney), Arthur Rigby (sergente Flint), Jack Warner (agente George Dixon)

## A Whiff of Garlic
- Prima televisiva: 11 ottobre 1958

### Trama
- Interpreti: Ragani Anand (Peggy Parsons), Graham Ashley (agente Hughes), Peter Byrne (detective Con. Andy Crawford), Norman Coburn (Jimmy), Maurice Hedley (Malloy), Frank Hickey (Richards), Edward Higgins (Mrs. Parsons), Jeanette Hutchinson (Mary Crawford), Miki Iveria (Mrs. Buscemi), Pauline Loring (Mrs. Elmes), Judy Manning (Maisie), Moira Mannion (sergente Grace Millard), Clive Marshall (Peter Buscemi), Anthony Parker (agente Bob Penney), Arthur Rigby (sergente Flint), Jack Warner (agente George Dixon)

## Third Time Lucky
- Prima televisiva: 18 ottobre 1958

### Trama
- Interpreti: Graham Ashley (agente Hughes), Peter Byrne (detective Con. Andy Crawford), Dorothy Gordon (Kath Gunner), Jeanette Hutchinson (Mary Crawford), Michael Logan (Harry Bryce), Moira Mannion (sergente Grace Millard), Lane Meddick (Sam Gunner), Frank Middlemass (Billy the Tramp), Anthony Parker (agente Bob Penney), Helena Pickard (Mrs. Bryce), Arthur Rigby (sergente Flint), Jack Warner (agente George Dixon)

## Bracelets for the Groom
- Prima televisiva: 25 ottobre 1958

### Trama
- Interpreti: Frank Atkinson (Charles Sutton), Peter Byrne (detective Con. Andy Crawford), Michael Caine (Brocklehurst), Jeanette Hutchinson (Mary Crawford), Helen Jessop (Louie Martin), Arthur Lovegrove (Jim Webb), Moira Mannion (sergente Grace Millard), Anthony Parker (agente Bob Penney), Arthur Rigby (sergente Flint), Jack Warner (agente George Dixon), Pearl Winkworth (Anthea)

## The Gent from Siberia
- Prima televisiva: 1º novembre 1958

### Trama
- Interpreti: Peter Bull (Arthur Coburn), Peter Byrne (detective Con. Andy Crawford), Ruth Dunning (Mrs. Dunnett), Leslie French (Bert Dunnett), Paddy Glynn (Sheila Dunnett), Jeanette Hutchinson (Mary Crawford), Moira Mannion (sergente Grace Millard), Anthony Parker (agente Bob Penney), Arthur Rigby (sergente Flint), Derek Waring (Mike Manderson), Jack Warner (agente George Dixon)

## The Case of the Stolen Dustbin
- Prima televisiva: 8 novembre 1958

### Trama
- Interpreti: Graham Ashley (agente Hughes), Margot Boyd (Anita), Nan Braunton (Mrs. Hilton), Peter Byrne (detective Con. Andy Crawford), Jeanette Hutchinson (Mary Crawford), Loela Kidd (Sandra Hawkins), Malcolm Knight (Tommy Hawkins), Moira Mannion (sergente Grace Millard), Anthony Parker (agente Bob Penney), Frank Pendlebury (Hart), Arthur Rigby (sergente Flint), Jack Warner (agente George Dixon)

## Strangers at the Same Table
- Prima televisiva: 15 novembre 1958

### Trama
- Interpreti: Peter Byrne (detective Con. Andy Crawford), Liz Fraser (Lena), Murray Hayne (Len Gibson), Mary Hignett (Mrs. Monks), Jeanette Hutchinson (Mary Crawford), Henry B. Longhurst (maggiore Taggart), Carole Lorimer (Millie Monks), Moira Mannion (sergente Grace Millard), Anthony Parker (agente Bob Penney), Arthur Rigby (sergente Flint), John Ruddock (Will Monks), Jack Warner (agente George Dixon)

## A Little Bit of Luck
- Prima televisiva: 22 novembre 1958

### Trama
- Interpreti: Michael Bates (Jimmy), Peter Byrne (detective Con. Andy Crawford), Robert Cawdron (detective Insp. Cherry), Colin Croft (Digger), Eric Dodson (Viccars), Angela Douglas (Vi Holliday), Jane Hilary (Betty), Christopher Hodge (Barker), Jeanette Hutchinson (Mary Crawford), Moira Mannion (sergente Grace Millard), Anthony Parker (agente Bob Penney), Arthur Rigby (sergente Flint), Lola Tarrant (Rikky), Jack Warner (agente George Dixon)

## A Whisper on the Road
- Prima televisiva: 29 novembre 1958

### Trama
- Interpreti: Graham Ashley (agente Hughes), Peter Byrne (detective Con. Andy Crawford), Zinnia Charlton (Ruby), Anne Godfrey (Mrs. Jarman), Noel Hood (Mrs. Arlington-Bryce), Jeanette Hutchinson (Mary Crawford), Moira Mannion (sergente Grace Millard), Anthony Parker (agente Bob Penney), Arthur Rigby (sergente Flint), Tony Wager (Mac), Jack Warner (agente George Dixon)

## The Pyromaniac
- Prima televisiva: 6 dicembre 1958

### Trama
- Interpreti: Graham Ashley (agente Hughes), Ballard Berkeley (Mr. Noakes), Peter Byrne (detective Con. Andy Crawford), David Hemmings (Billy McGee), Jeanette Hutchinson (Mary Crawford), Moira Mannion (sergente Grace Millard), Anthony Parker (agente Bob Penney), Arthur Rigby (sergente Flint), Maris Trant (Judy Noakes), Jack Warner (agente George Dixon)

## Genuine Yule Logs
- Prima televisiva: 13 dicembre 1958

### Trama
- Interpreti: Brian Bellamy (Jackson), Peter Byrne (detective Con. Andy Crawford), David Hemmings (Billy McGee), Jeanette Hutchinson (Mary Crawford), Evelyn Kelly (Miss Bunney), John Kidd (Raymond), Moira Mannion (sergente Grace Millard), Anthony Parker (agente Bob Penney), Arthur Rigby (sergente Flint), Jack Warner (agente George Dixon)

## The Old Christmas Spirit
- Prima televisiva: 20 dicembre 1958

### Trama
- Interpreti: Geoffrey Adams (agente Lauderdale), Graham Ashley (agente Hughes), Keith Buckley (Ernie), Fay Bura (Clara Cobb), Peter Byrne (detective Con. Andy Crawford), Dorothy Casey (Nancy Murphy), Michael Cleveland (Alf), Barbara Couper (Miss Harmer), Anthea Holloway (Hospital Sister), Jeanette Hutchinson (Mary Crawford), Max Latimer (agente Cox), Moira Mannion (sergente Grace Millard), John Newmark (Pearly Wain), Anthony Parker (agente Bob Penney), Arthur Rigby (sergente Flint), Jack Warner (agente George Dixon), Catherine Willmer (Kathy Moran)

## Flint Rides Again
- Prima televisiva: 27 dicembre 1958

### Trama
- Interpreti: Geoffrey Adams (agente Lauderdale), Graham Ashley (agente Hughes), Peter Byrne (detective Con. Andy Crawford), Dorothy Casey (Nancy Murphy), Robert Cawdron (detective Insp. Cherry), Barbara Couper (Miss Harmer), Barbara Everest (Mrs. Alan), Jeanette Hutchinson (Mary Crawford), Max Latimer (agente Cox), Gerry Lee (Terry Hopkins), Moira Mannion (sergente Grace Millard), Anthony Parker (agente Bob Penney), Arthur Rigby (sergente Flint), Austin Trevor (Wilson), Jack Warner (agente George Dixon)

## Ride on a Tiger
- Prima televisiva: 3 gennaio 1959

### Trama
- Interpreti: Olwen Brookes (Mrs. Welsh), Peter Byrne (detective Con. Andy Crawford), John Forbes-Robertson (Peter Pymm), Jeanette Hutchinson (Mary Crawford), Moira Mannion (sergente Grace Millard), Anthony Parker (agente Bob Penney), Arthur Rigby (sergente Flint), Harry Ross (Bertie Brew), Helen Shingler (Joan Hewson), Jack Warner (agente George Dixon)

## The Half-Wide Mug
- Prima televisiva: 10 gennaio 1959

### Trama
- Interpreti: Geoffrey Adams (agente Lauderdale), Graham Ashley (agente Hughes), Michael Balfour (Joe Ward), Peter Byrne (detective Con. Andy Crawford), Glyn Dearman (Tony Ward), Scott Finch, Jeanette Hutchinson (Mary Crawford), Moira Mannion (sergente Grace Millard), Anthony Parker (agente Bob Penney), Arthur Rigby (sergente Flint), Jack Warner (agente George Dixon)

## The Magic Eye
- Prima televisiva: 17 gennaio 1959

### Trama
- Interpreti: Geoffrey Adams (agente Lauderdale), Graham Ashley (agente Hughes), Harry Brunning (Scotty McIver), Peter Byrne (detective Con. Andy Crawford), Betty Cardno (Sorella McKerchar), Peter M. Elrington (Frank Hobbins), Jeanette Hutchinson (Mary Crawford), Sally Lewis (infermiera Cullen), Moira Mannion (sergente Grace Millard), Anthony Parker (agente Bob Penney), Arthur Rigby (sergente Flint), Rowena Torrance (infermiera Draper), Jack Warner (agente George Dixon)

## The Slinger
- Prima televisiva: 24 gennaio 1959

### Trama
- Interpreti: Geoffrey Adams (agente Lauderdale), Margaret Anderson (Rosemary Watson), Graham Ashley (agente Hughes), Peter Byrne (detective Con. Andy Crawford), Olga Dickie (Jean Watson), Vincent Goodman (Johnny Maynard), Nicholas Grimshaw (Bill Arkwright), William Hodge (Charles Haynes), Jeanette Hutchinson (Mary Crawford), Moira Mannion (sergente Grace Millard), Anthony Parker (agente Bob Penney), Arthur Rigby (sergente Flint), Geoffrey Staines (Mr. West), Jack Stewart (Angus Watson), Jack Warner (agente George Dixon)

## Trouble on Eight Beat
- Prima televisiva: 31 gennaio 1959

### Trama
- Interpreti: Geoffrey Adams (agente Lauderdale), Graham Ashley (agente Hughes), Peter Byrne (detective Con. Andy Crawford), John Herrington (Little Bert), Richard Holden (Danny Cullen), Jeanette Hutchinson (Mary Crawford), Moira Mannion (sergente Grace Millard), Helen Misener (Mrs. Klein), Anthony Parker (agente Bob Penney), Arthur Rigby (sergente Flint), Harold G. Robert (Big Bert), Austin Trevor (sovrintendente), Jack Warner (agente George Dixon), Max Latimer (agente Cox)

## Blues in the Night
- Prima televisiva: 7 febbraio 1959

### Trama
- Interpreti: Michael Barnes (Ginger), Michael Brennan (Joe Duckett), Peter Byrne (detective Con. Andy Crawford), Alan Coleshill (Nobby), Leonard Cracknell (Sid Duckett), Melvyn Hayes (Mick), Jeanette Hutchinson (Mary Crawford), Evelyn Lund (Mrs. Jakes), Moira Mannion (sergente Grace Millard), Sandra Michaels (Mollie), Anthony Parker (agente Bob Penney), Tony Quinn (Whitey), Arthur Rigby (sergente Flint), Jack Warner (agente George Dixon)

## The Woman from Kimberley
- Prima televisiva: 14 febbraio 1959

### Trama
- Interpreti: Geoffrey Adams (agente Lauderdale), Graham Ashley (agente Hughes), Patricia Butt (infermiera), Peter Byrne (detective Con. Andy Crawford), Michael Crawford (Howard Garland), John Dearth (Tom Mills), Betty England (Mrs. Mills), Jeanette Hutchinson (Mary Crawford), Moira Mannion (sergente Grace Millard), Max Miradin (2nd Ambulance Man), Joan Newell (Maria Davis), Anthony Parker (agente Bob Penney), Arthur Rigby (sergente Flint), Anthony Verney (Mr. Drake), Jack Warner (agente George Dixon), John Wilding (1st Ambulance Man), Jennifer Wilson (Susan Wood)

## A Case for the Inland Revenue
- Prima televisiva: 21 febbraio 1959

### Trama
- Interpreti: Geoffrey Adams (agente Lauderdale), Graham Ashley (agente Hughes), Hilda Barry (Miss Ackland), Leila Blake (Liz), Cecil Brock (Paddy, the barman), Jennifer Browne (Muriel Palmer), Peter Byrne (detective Con. Andy Crawford), Bernard Fox (Smiler Hodges), Eric Francis (Tom Munday), Catherine George (May Braunton), Arthur Gross (2nd Carter), George Howe (Mr. Palmer), Jeanette Hutchinson (Mary Crawford), Howard Lang (1st Carter), Moira Mannion (sergente Grace Millard), Anthony Parker (agente Bob Penney), Arthur Rigby (sergente Flint), Harold Scott (Duffy Clayton), Jack Warner (agente George Dixon), Jennifer Wilson (Susan Wood)

## One for the Milkman
- Prima televisiva: 28 febbraio 1959

### Trama
- Interpreti: Geoffrey Adams (agente Lauderdale), Peter Byrne (detective Con. Andy Crawford), Dorothy Casey (Nancy Murphy), Kathleen Heath (Mrs. Bradbury), Jeanette Hutchinson (Mary Crawford), Arthur Lawrence (Mr. Park), Moira Mannion (sergente Grace Millard), Anthony Oliver (Wiff Evans), Anthony Parker (agente Bob Penney), David Phethean (Dick Firestone), Jocelyn Rhodes (infermiera Ruth Toole), Arthur Rigby (sergente Flint), John Stone (Stockway), Jack Warner (agente George Dixon), Jennifer Wilson (Susan Wood)

## The Whizz Gang
- Prima televisiva: 7 marzo 1959

### Trama
- Interpreti: Geoffrey Adams (agente Lauderdale), Graham Ashley (agente Hughes), Peter Byrne (detective Con. Andy Crawford), Robert Cawdron (detective Insp. Cherry), Jeanette Hutchinson (Mary Crawford), Oliver Johnston (Willy Nolan), Moira Mannion (sergente Grace Millard), Anthony Parker (agente Bob Penney), Janette Richer (Julie Downes), Arthur Rigby (sergente Flint), Michael Stainton (Norman Duke), Derek Tansley (Lofty Birker), Jack Warner (agente George Dixon), Jennifer Wilson (Susan Wood)

## Over and Out
- Prima televisiva: 14 marzo 1959

### Trama
- Interpreti: Geoffrey Adams (agente Lauderdale), Graham Ashley (agente Hughes), Peter Byrne (detective Con. Andy Crawford), Jeanette Hutchinson (Mary Crawford), Michael Logan (Rev. James Harwood), Moira Mannion (sergente Grace Millard), Hugh McDermott (Maxwell-Bates), Anthony Parker (agente Bob Penney), Richard Price (Barman), Arthur Rigby (sergente Flint), Peter Stephens (Chapman), Jack Warner (agente George Dixon), Jennifer Wilson (Susan Wood)

## Duffy Calls the Tune
- Prima televisiva: 21 marzo 1959

### Trama
- Interpreti: Geoffrey Adams (agente Lauderdale), Polly Adams (Sally Ford), Graham Ashley (agente Hughes), Peter Byrne (detective Con. Andy Crawford), Dorothy Casey (Nancy Murphy), Tommy Duggan (Charlie Thomson), Thomas Gallagher (Jack Kelly), Violet Gould (Boxie), Jeanette Hutchinson (Mary Crawford), Moira Mannion (sergente Grace Millard), Anthony Parker (agente Bob Penney), Walter Randall (Sopwith), Arthur Rigby (sergente Flint), Harold Scott (Duffy Clayton), Jack Warner (agente George Dixon), Jennifer Wilson (Susan Wood)

## Helmet on the Sideboard
- Prima televisiva: 28 marzo 1959

### Trama
- Interpreti: Geoffrey Adams (agente Lauderdale), Rae Allen (infermiera), Graham Ashley (agente Hughes), Margot Boyd (Mrs. Penney), Peter Byrne (detective Con. Andy Crawford), Michael Caine (Tufty Morris), Betty Cardno (Sister), Dorothy Casey (Nancy Murphy), Robert Cawdron (detective Insp. Cherry), Laidlaw Dalling (Scotty Campbell), Michael Darlow (Philip Burns), Angela Douglas (Connie Tempest), Robin Ford (Jim Allen), Nora Gordon (Ma Johnson), Christopher Hodge (Mr. Penney), Jeanette Hutchinson (Mary Crawford), Moira Mannion (sergente Grace Millard), Clive Marshall (Lou Miller), Marion Mathie (May Mitchell), Joan Newell (Mrs. Miller), Anthony Parker (agente Bob Penney), Arthur Rigby (sergente Flint), Harold Scott (Duffy Clayton), Austin Trevor (sovrintendente), Jack Warner (agente George Dixon), Jennifer Wilson (Susan Wood)